# Harald Hauser
Harald Hauser (17 de febrero de 1912 - 6 de agosto de 1994) fue un escritor alemán. Se hizo conocido como autor de novelas, libros infantiles, obras de teatro y guiones televisivos y radiofónicos, todos ellos marcados por un fuerte sentimiento antifascista.

## Biografía

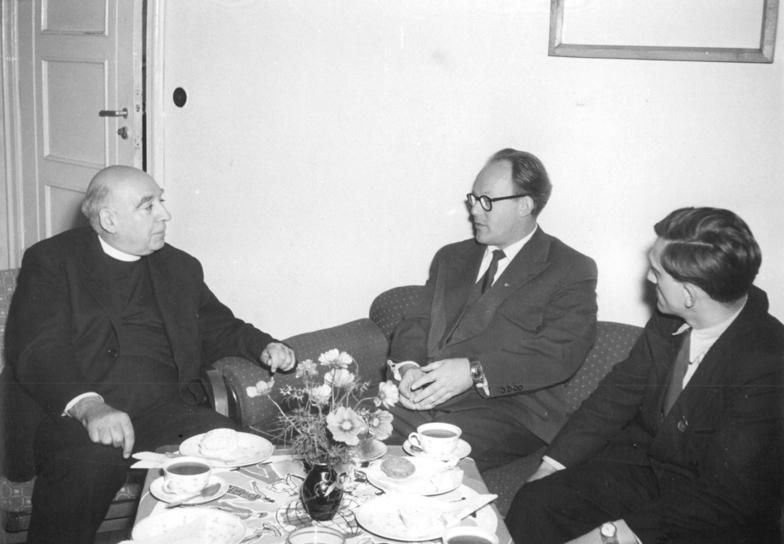
Harald Hauser (centro) recibe a Jean Boulier (izq.)

Nacido en Lörrach, en el entonces Imperio alemán, fue también conocido por el pseudónimo de Jean Louis Maurel, y su padre era el profesor universitario Wilhelm Hauser. Tras asistir a la escuela secundaria, desde 1930 a 1933 estudió derecho en la Universidad de Friburgo y en la Universidad Humboldt de Berlín. En 1930 ingresó en la Liga de los Jóvenes Comunistas de Alemania y, tras un viaje de estudios a la Unión Soviética, en 1932 entró en el Partido Comunista de Alemania (KPD), involucrándose en el Grupo Rojo de Estudiantes de Berlín. Con la toma de poder de los Nazis, Hauser fue expulsado de la Universidad de Friburgo y emigró con su esposa a Francia. Allí se ganó la vida haciendo trabajos ocasionales, entre ellos conductor y profesor de educación física, viéndose además involucrado en servicio de inteligencia del KPD en el exilio. En 1937 entró a formar parte de la organización Juventud Libre Alemana, dedicándose a partir de entonces al periodismo. 
En diciembre de 1939 se alistó como voluntario del ejército francés, entrando en un regimiento de voluntarios extranjeros. Después de la derrota francesa en 1940, Hauser fue miembro de la Resistencia francesa y huyó al sur, a la Francia no ocupada. En 1942 Hauser utilizaba el pseudónimo de Jean-Louis Maurel, y llevaba a cabo actividades políticas ilegales en Aviñón y Lyon dentro de la resistencia alemana al nazismo. A partir de 1943 estuvo en un periódico ilegal llamado Volk und Vaterland, y formó parte del movimiento dirigido en Francia por Otto Niebergall, el Comité Nacional por una Alemania Libre (CALPO).
Tras el final de la Segunda Guerra Mundial Hauser volvió a Alemania, siendo parte activa de la reconstrucción de la organización del Partido Comunista en el  Sarre y en Renania. Posteriormente fue redactor del Deutsche Volkszeitung (1945/46) y empleado del periódico Neues Deutschland. Desde 1949 a 1955 trabajó para la Asociación para la Amistad Germano-Soviética como jefe de redacción de Die neue Gesellschaft; además, fue fundador de la revista Freie Welt.
A partir de 1955 Hauser trabajó como escritor independiente viviendo en un barrio de Berlín, Niederschönhausen. Bajo el pseudónimo de Harry, fue denunciado como colaborador informal de la Stasi de la República Democrática Alemana.
Harald Hauser fue miembro del Presidium de la Deutscher Schriftstellerverband (Asociación de Escritores de la RDA) y, a partir de 1962, del Presidium de la Deutsch-Französische Gesellschaft (Sociedad Franco-alemana).
Harald Hauser falleció en 1994 en Berlín, Alemania.

## Obras
- Wo Deutschland lag, Berlín 1947
- Tibet, Leipzig 1957 (junto a Eva Siao)
- Am Ende der Nacht, Berlín 1955
- Im Himmlischen Garten, Berlín 1958
- Häschen Schnurks, Berlín 1960
- Weißes Blut, Berlín 1960
- Nitschewo, Berlín 1961
- Sterne über Tibet, Leipzig 1961 (junto a Eva Siao)
- An französischen Kaminen, Berlín 1962 (junto a Henryk Keisch)
- Barbara, Berlín 1964
- Der große und der kleine Buddha, Berlín 1966
- Der illegale Casanova, Berlín 1967
- Deckname Kakadu, Berlín 1968
- Unternehmen Lebrun, Berlín 1968
- Es waren zwei Königskinder, Berlín 1978
- Gesichter im Rückspiegel, Berlín 1989

## Premios
- 1959: Premio Lessing de la RDA
- 1960: Premio Nacional de la RDA
- 1962: Orden del Mérito Patriótica de la RDA, de bronce
- 1972: Orden del Mérito Patriótica de la RDA, de plata
- 1977: Orden del Mérito Patriótica de la RDA, de oro
- 1982: Estrella de la Amistad de los Pueblos